# Taped
Taped is een Nederlandse thriller uit 2012 van Diederik van Rooijen. Het uiteindelijke scenario is geschreven door Diederik van Rooijen en Marnie Blok, naar een oorspronkelijk verhaal van Diederik van Rooijen. Het nummer There's us, een duet van Jennifer en John Ewbank, werd voor de film als titelsong gebruikt, maar komt niet voor in de film. There's us is een bewerking van het gelijknamige nummer van de Canadese zangeres Alexz Johnson uit 2006.

## Verhaal
Het huwelijk van Johan en Saar dreigt op de klippen te lopen, en als laatste poging om hun huwelijk te redden besluiten ze samen op vakantie te gaan naar Buenos Aires. Wegens een belofte aan hun dochter, registreren ze al hun activiteiten met een videocamera. Tijdens de vakantie filmen ze per ongeluk een gruwelijke moord door twee politieagenten, die zien dat ze dat doen. Johan en Saar beseffen dat ze als getuigen voor de agenten een gevaar kunnen zijn en dat deze hen daarom misschien ook willen vermoorden. Inderdaad willen de agenten ze aanhouden. Johan en Saar vluchten waardoor de toestand van kwaad tot erger gaat. Uiteindelijk arriveren ze op het vliegveld. Ze staan op het punt gearresteerd te worden, maar zien kans de voor de twee oorspronkelijke agenten belastende videobeelden op een groot scherm te vertonen, waardoor ze vrijuit gaan en kunnen vertrekken.
De gezamenlijk beleefde hachelijke avonturen en de steun die ze elkaar daarbij hebben gegeven schept zo'n band dat ze besluiten bij elkaar te blijven.

## Rolverdeling
| Acteur                    | Personage       |
| ------------------------- | --------------- |
| Barry Atsma               | Johan           |
| Susan Visser              | Saar            |
| Darío Levy                | politieofficier |
| Ignacio Rodríguez de Anca | politieagent    |

## Remake
In februari 2012 werden de rechten verkocht aan Columbia Pictures. Deze zal een Amerikaanse versie maken van de film.